# Valico de La Foce
Il valico de La Foce è un valico automobilistico toscano, della provincia di Massa-Carrara.
Il valico è riconosciuto come tale anche dalla pubblicazione "Valichi stradali d'Italia".

## Geografia
Il valico de La Foce attraversa una propaggine collinare delle Alpi Apuane settentrionali, mettendo in comunicazione la zona pedemontana della valle del torrente Carrione, dove sorge la città di Carrara, con la parte più alta della piana massese (località Mirteto) dove sorge la città di Massa.
Proprio in prossimità del valico sorgono anche dei gruppi di abitazioni che danno origine alla località "La Foce", facente parte del comune di Carrara, e che conta 76 residenti.

## Storia
In questa località ebbe inizio dopo l'8 settembre 1943 la Resistenza dei carraresi contro i nazifascisti. Qui gli alpini del Battaglione Val di Fassa assieme a molti cittadini combatterono contro gli occupanti soldati tedeschi sul passo de La Foce. Un cippo, vandalizzato e poi ricostituito ricorda i caduti militari e civili con questa iscrizione:
QUI

L'OTTO SETTEMBRE 1943

POPOLO E ESERCITO

SI FUSERO PER INIZIARE

LA LOTTA DI LIBERAZIONE

QUESTO CIPPO IN MEMORIA

DEI GLORIOSI CADUTI.

13 SETTEMBRE 1953

QUESTO NUOVO CIPPO

PERCHÉ IL BESTIALE OLTRAGGIO

DEI MALVAGI

RICHIAMI I CARRARESI

ALLO SDEGNO E ALL'IMPEGNO

CONTRO OGNI RITORNO

CARRARA 10 APRILE 1965 

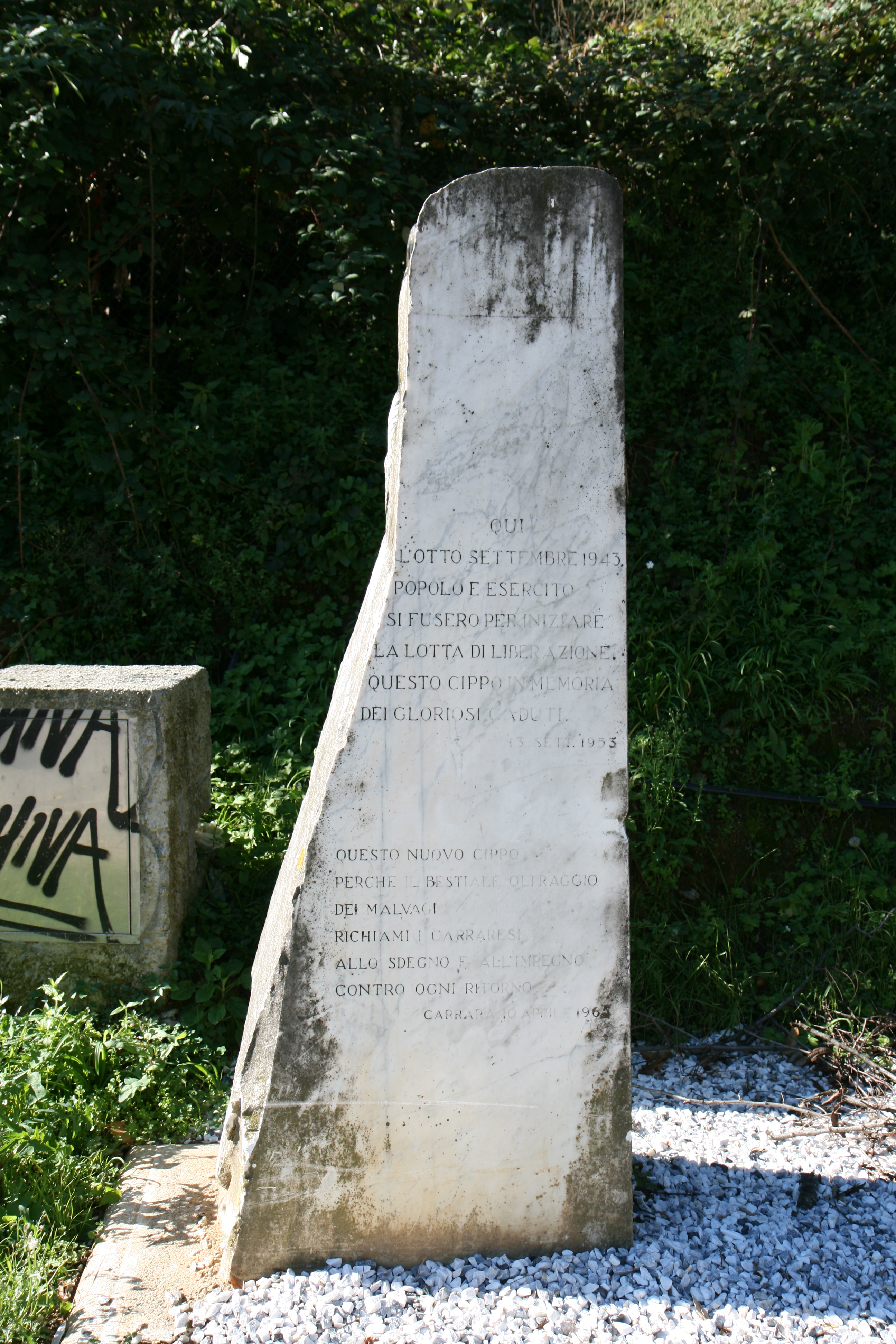
Il cippo al valico de La Foce

Il valico de La Foce costituì un punto strategico importante della Linea Gotica che da Massa-Carrara a Pesaro segnava il limite della difesa tedesca dall'avanzata alleata verso il nord Italia.
L'uccisione di un soldato tedesco proprio sul passo de La Foce determinò l'eccidio del paese di Bergiola Foscalina il 16 settembre 1944 incendiato per rappresaglia dai tedeschi della sedicesima divisione corazzata SS, con alcune camicie nere. Le vittime furono 72, di cui 43 donne, 14 bambini e 15 adolescenti.
Nella strage trovò la morte anche il maresciallo maggiore della Guardia di finanza Vincenzo Giudice insignito di medaglia d'oro al valor militare alla memoria.